# Jag längtar av allt hjärta
Jag längtar av allt hjärta är en gammal psalm om dödslängtan i tio verser skriven av Christoph Knoll 1605 och översatt av Jakob Arrhenius 1694. Texten bygger på Psaltaren  psalm 25 . Gud är min hälsa, ljus och kraft 4 v. Psalmen bearbetades dryga hundra år senare av Johan Olof Wallin, både 1814 och 1816, varpå den publicerades med nio verser. Den sjöngs enligt 1921 års koralbok med 1819 års psalmer till samma melodi som psalmen Ditt huvud, Jesu, böjes (nr 91) tonsatt av Paul Gerhardt. Olof Kolmodin den äldre skrev 1731 också en psalmtext med 9 verser med samma inledningsord. Den skulle sjungas till samma melodi som Til Dig af hjertans grunde. Den senare melodin baseras på en fransk folkmelodi första gången tryckt 1539 i Strasbourg.
Inledningsorden 1695 är:                                          
Jagh längtar af alt hierta
At salig skiljas hän
Från all min nödh och smärta
Och blij hos Gudh min wän
Kolmodins första vers från 1731 lyder:                                                                                
Jag längtar af alt hierta,
O HErre, efter Dig.
Du wärdes af all smärta
Och nöd förlåsza mig.
Min Gud, jag på Dig hoppas,
Bewara mig för skam,
At owäns frögd ej knoppas,
Och skjuter blommor fram.

## Publicerad i
- 1695 års psalmbok som nr 393 under rubriken "Suckan i Dödzångest"
- Andelig Dufworöst 1734, som nummer 3 under Första Afdelningen med rubriken Böne-Röst i en version av Olof Kolmodin med referens till Ps. 25.
- 1819 års psalmbok som nr 477 under rubriken "Med avseende på de yttersta tingen: En trogen själs glädje att skiljas hädan".
- Finlandssvenska psalmboken 1886 nummer 481 under rubriken "Beredelsepsalmer till döden".
- 1937 års psalmbok som nr 560 under rubriken "Det kristna hoppet inför döden".
- Finlandssvenska psalmboken 1943 nummer 604 under rubriken "Beredelse till döden".